# Maradavalli, Sagar
Maradavalli là một làng thuộc tehsil Sagar, huyện Shimoga, bang Karnataka, Ấn Độ.